# Pagine dal libro di Satana
Pagine dal libro di Satana (Blade af Satans Bog) è un film del 1920 diretto da Carl Theodor Dreyer.
Il film è tratto dal racconto Satans Sorger di Marie Corelli, riadattato per lo schermo da Edgar Høyer e dal regista stesso. Invece secondo Casper Tybjerg, storico del cinema e studioso dell'opera di Dreyer, "si tratta di un’opera originale e non deve nulla al bestseller di Marie Corelli The Sorrows of Satan (1895), portato sullo schermo da D.W. Griffith nel 1926" .

## Trama
Dio maledice Satana: dovrà vivere con gli uomini e tentarli ad infrangere i Suoi insegnamenti. Per ogni anima dannata, la pena di Satana verrà allungata; verrà diminuita, invece, per ogni anima che resiste alle tentazioni.
Vengono narrati quattro eventi storici in cui Satana ha agito:
1. 30 d.C., a Gerusalemme durante gli ultimi giorni della vita di Cristo
2. XVII secolo, a Siviglia durante la Grande Inquisizione
3. 1793, a Parigi poco dopo la rivoluzione francese
4. 1918, in Finlandia durante la rivoluzione russa

## Distribuzione
La pellicola uscì in Danimarca il 24 gennaio 1921.